# Eudiscoelius pulcherrimus
Eudiscoelius pulcherrimus är en stekelart som beskrevs av Giordani Soika 1995. Eudiscoelius pulcherrimus ingår i släktet Eudiscoelius och familjen Eumenidae. Inga underarter finns listade i Catalogue of Life.